# Neptidopsis fulgurata
Espèce
Statut de conservation UICN

 LC  : Préoccupation mineure
Neptidopsis fulgurata est une espèce d'insectes lépidoptères (papillons) de la famille des Nymphalidae et de la sous famille des Biblidinae qui réside en Afrique.

## Dénomination
L'espèce a été décrite par l'entomologiste français Jean-Baptiste Alphonse Dechauffour de Boisduval en 1833.